# تور اینسیتی
تور اینسیتی (انگلیسی: Tour Incity) ساختمان اداری ۳۹ طبقه مستقر در شهر لیون، فرانسه است، که پروژه ساخت آن در سال ۲۰۱۳ آغاز شد و در سال ۲۰۱۵ به بهره‌برداری رسید.